# Arany Málna díj a legrosszabb „eredeti” dalnak
A legrosszabb „eredeti” dal Arany Málna díját (angolul: Golden Raspberry Award for Worst ’Original’ Song) a Los Angeles-i székhelyű Arany Málna Díj Alapítvány  1982 és 2003 között ítélte oda több száz akadémiai tag szavazata alapján annak az előző évben készült és forgalomba került amerikai filmnek, amelynek főcím- vagy betétdalát a „legrosszabbnak”, esetleg nem éppen „eredetinek” találták.
A díjra jelölt dalok listáját minden év elején, az Oscar-díjra jelöltek kihirdetése előtti napon hozták nyilvánosságra. A „nyertes” megnevezése egy hónappal később, az Oscar-gála előtti napon történt, valamelyik hollywoodi vagy Santa Barbara-i rendezvényteremben tartott ünnepség keretében.
1982-től 1988-ig évente öt-öt dalt jelöltek a díjra, 1989-től azonban csak hármat. 2000-ben nem tervezték kiosztani, ezért nem is volt jelölés, végül azonban a Wild Wild West – Vadiúj vadnyugat című akció-vígjáték „Wild Wild West” című dalát mégis díjra érdemesnek találták.
2001-ben és 2002-ben a díjat nem osztották ki.

## Díjazottak és jelöltek
| „Győztes” – félkövérrel szedve, szürkéskék háttérrel |

### 1980-as évek
| Év   | „Győztesek” és jelöltek |
| ---- | --- |
| 1981 | The Man with Bogart's Face „The Man with Bogart's Face” című dala; zene: George Duning, szöveg: Andrew Fenady                                                |
| 1981 | Zenebolondok „(You) Can't Stop the Music” című dala; zene és szöveg: Jacques Morali                                                                          |
| 1981 | Xanadu „Suspended in Time” című dala; zene és szöveg: John Farrar                                                                                            |
| 1981 | A Change of Seasons „Where Do You Catch the Bus for Tomorrow?” című dala; zene: Henry Mancini, szöveg: Marilyn Bergman és Alan Bergman                       |
| 1981 | Jazz énekes „You, Baby, Baby!” című dala; zene és szöveg: Neil Diamond                                                                                       |
| 1982 | Papa, mama és egy baba „Baby Talk” című dala; zene: David Shire, szöveg: David Frishberg                                                                     |
| 1982 | The Fan „Hearts, Not Diamonds” című dala; zene: Marvin Hamlisch, szöveg: Tim Rice                                                                            |
| 1982 | Az álarcos lovas legendája „The Man in the Mask” című dala; zene: John Barry, szöveg: Dean Pitchford                                                         |
| 1982 | Csak ha nevetek „Only When I Laugh” című dala; zene: David Shire, szöveg: Richard Maltby, Jr.                                                                |
| 1982 | Mulató a sztrádán „You, You're Crazy” című dala; zene: Frank Musker és Dominic Bugatti                                                                       |
| 1983 | The Pirate Movie „Pumpin' and Blowin'” című dala, zene és szöveg: Terry Britten, B. A. Robertson és Sue Shifrin                                              |
| 1983 | Szerző, szerző! „Comin' Home to You” című dala, zene: Dave Grusin, szöveg: Marilyn Bergman és Alan Bergman                                                   |
| 1983 | The Pirate Movie „Happy Endings” című dala, zene és szöveg: Terry Britten, B. A. Robertson és Sue Shifrin                                                    |
| 1983 | Lepke „It's Wrong for Me to Love You” című dala, zene Ennio Morricone, szöveg: Carol Connors                                                                 |
| 1983 | A lebujzenész „No Sweeter Cheater than You” című dala, zene és szöveg: Gail Redd és Mitchell Torok                                                           |
| 1984 | The Lonely Lady „The Way You Do It” című dala, zene és szöveg: Jeff Harrington és J. Pennig                                                                  |
| 1984 | Querelle „Each Man Kills the Thing He Loves” című dala, zene: Peer Raben, szöveg: Oscar Wilde A readingi fegyház balladája című költeménye                   |
| 1984 | The Lonely Lady „Lonely Lady” című dala, zene: Charles Calello, szöveg: Roger Voudouris                                                                      |
| 1984 | Il mondo di Yor „Yor's World!” című dala, zene: Guido és Maurizio de Angelis, szöveg: Barbara Antonia, Susan Duncan-Smith, Pauline Hanna és Cesare De Natale |
| 1984 | Querelle „Young and Joyful Bandit” című dala, zene: Peer Raben, szöveg: Jeanne Moreau                                                                        |
| 1985 | Énekes izompacsirta „Drinkenstein” című dala, írta: Dolly Parton                                                                                             |
| 1985 | Metropolis (újravágott változat) „Love Kills” című dala, írta: Freddie Mercury és Giorgio Moroder                                                            |
| 1985 | Bíboreső „Sex Shooter” című dala, írta: Prince |
| 1985 | Body Rock „Smooth Talker” című dala, írta: David Sembello, Michael Sembello és Mark Hudson                                                                   |
| 1985 | Énekes izompacsirta „Sweet Lovin' Friends” című dala, zene és szöveg: Dolly Parton                                                                           |
| 1986 | Rambo II „Peace in Our Life” című dala, zene: Frank Stallone, Peter Schless és Jerry Goldsmith, szöveg: Frank Stallone                                       |
| 1986 | Az utolsó sárkány „7th Heaven” című dala, írta: Bill Wolfer és Vanity                                                                                        |
| 1986 | Az utolsó sárkány „The Last Dragon” című dala, írta: Norman Whitfield és Bruce Miller                                                                        |
| 1986 | Krush Groove „All You Can Eat” című dala, írta: Kurtis Blow, Damon Wimbley, Darren Robinson és Mark Morales (The Fat Boys)                                   |
| 1986 | Páros csillag „Oh, Jimmy!” című dala, zene és szöveg: Sarah M. Taylor                                                                                        |
| 1987 | A telihold alatt „Love or Money” című dala, írta: Prince és The Revolution                                                                                   |
| 1987 | 9 és 1/2 hét „I Do What I Do” című dala, írta: Jonathan Elias, John Taylor és Michael Des Barres                                                             |
| 1987 | Howard, a kacsa „Howard the Duck” című dala, írta: Thomas Dolby, Allee Willis és George S. Clinton                                                           |
| 1987 | Ilyen az élet „Life in a Looking Glass” című dala, zene: Henry Mancini, szöveg: Leslie Bricusse (Oscar-díjra is jelölve)                                     |
| 1987 | Sanghaji meglepetés „Shanghai Surprise” című dala, írta: George Harrison                                                                                     |
| 1988 | Beverly Hills-i zsaru 2. „I Want Your Sex” című dala, írta: George Michael                                                                                   |
| 1988 | Ki ez a lány? „El Coco Loco (So, So Bad)” című dala, írta: Coati Mundi                                                                                       |
| 1988 | Rendőrakadémia 4.: Civil osztag „Let's Go to Heaven in My Car” című dala, írta: Brian Wilson, Eugene E. Landy, és Gary Usher                                 |
| 1988 | Pénzmánia „Million Dollar Mystery” című dala, írta: Barry Mann és John Lewis Parker                                                                          |
| 1988 | The Garbage Pail Kids Movie „You Can Be a Garbage Pail Kid” című dala, írta: Michael Lloyd                                                                   |
| 1989 | Golfőrültek 2. „Jack Fresh” című dala, írta és előadja: Full Force együttes                                                                                  |
| 1989 | Johnny, a tökéletes „Skintight” című dala, írta és előadja: Ted Nugent                                                                                       |
| 1989 | Rémálom az Elm utcában 4.: Az álmok ura „Therapist” című dala, írta és előadja: Vigil együttes                                                               |

### 1990-es évek
| Év   | „Győztesek” és jelöltek |
| ---- | --- |
| 1990 | Rémálom az Elm utcában 5.: Az álomgyerek „Bring Your Daughter... to the Slaughter” című dala, írta: Bruce Dickinson                                   |
| 1990 | Rémálom az Elm utcában 5.: Az álomgyerek „Let's Go!” című dala, írta: Mohanndas Dewese (ismertebb nevén: Kool Moe Dee)                                |
| 1990 | Kedvencek temetője „Pet Sematary” című dala, írta: Dee Dee Ramone és Daniel Rey                                                                       |
| 1991 | Bújj, bújj, ördög! „He's Comin' Back (The Devil!)” című dala, zene és szöveg: Chris LeVrar                                                            |
| 1991 | Rocky V „The Measure of a Man” című dala, zene és szöveg: Alan Menken                                                                                 |
| 1991 | Stella „One More Cheer” című dala, írta: Jay Gruska és Paul Gordon                                                                                    |
| 1992 | Addams Family – A galád család „Addams Groove” című dala, írta: MC Hammer és Felton C. Pilate II                                                      |
| 1992 | Ice Baby „Cool as Ice” című dala, írta: Vanilla Ice, valamint Gail King és „Princess”                                                                 |
| 1992 | Rémálom az Elm utcában 6.: Freddy halála – Az utolsó rémálom „Why Was I Born (Freddy's Dead)” című dala, írta: Iggy Pop és Whitehorn (Whitey Kirst)   |
| 1993 | Rikkancsok „High Times, Hard Times” című dala, zene: Alan Menken, szöveg: Jack Feldman                                                                |
| 1993 | Túl az Óperencián „Book of Days” című dala, zene: Enya, szöveg: Roma Ryan                                                                             |
| 1993 | Több mint testőr „Queen of the Night” című dala, írta: Whitney Houston, L.A. Reid, Babyface és Daryl Simmons                                          |
| 1994 | Addams Family 2. – Egy kicsivel galádabb a család „Whoomp!” című dala, zene és szöveg: Ralph Sall, Steve Gibson és Cecil Glenn                        |
| 1994 | Az utolsó akcióhős „Big Gun” című dala, írta: Angus Young és Malcolm Young                                                                            |
| 1994 | Tisztességtelen ajánlat „In All the Right Places (You Love Me)” című dala, zene: John Barry, szöveg: Lisa Stansfield, Ian Devaney és Andy Morris      |
| 1995 | Hüvelyk Panna „Marry the Mole!” című dala, zene: Barry Manilow, lyrics by Jack Feldman                                                                |
| 1995 | Az éj színe „The Color of the Night” című dala, zene és szöveg: Jud J. Friedman, Lauren Christy és Dominic Frontiere                                  |
| 1995 | Lángoló jég „Under the Same Sun” című dala, írta: Mark Hudson, Klaus Meine és Scott Fairbairn                                                         |
| 1996 | Showgirls „Walk into the Wind” című dala, írta: David A. Stewart és Terry Hall                                                                        |
| 1996 | Kongó „(Feel the) Spirit of Africa” című dala, zene: Jerry Goldsmith, szöveg: Lebo M                                                                  |
| 1996 | Mindörökké Batman „Hold Me, Thrill Me, Kiss Me, Kill Me” című dala, zene: U2, szöveg: Bono                                                            |
| 1997 | Sztriptíz „Pussy, Pussy, Pussy (Whose Kitty Cat Are You?)” című dala, írta: Marvin Montgomery                                                         |
| 1997 | Barb Wire – Bosszúálló angyal „Welcome to Planet Boom! (This Boom's for You)” című dala, írta: Tommy Lee                                              |
| 1997 | Daylight – Alagút a halálba „Whenever There is Love (Love Theme from Daylight)” című dala, írta: Bruce Roberts és Sam Roman                           |
| 1998 | A jövő hírnöke teljes zenei anyaga, szöveg és zene: Jeffrey Barr, Glenn Burke, John Coinman, Joe Flood, Blair Forward, Maria Machado, and Jono Manson |
| 1998 | Batman és Robin „The End Is the Beginning Is the End” című dala, írta: Billy Corgan                                                                   |
| 1998 | Tűz a mélyben „Fire Down Below” című dala, zene és szöveg: Steven Seagal és Mark Collie                                                               |
| 1998 | Con Air – A fegyencjárat „How Do I Live” című dala, írta: Diane Warren                                                                                |
| 1998 | Féktelenül 2. – Teljes gőzzel „My Dream” című dala, írta: Orville Burrell, Robert Livingston és Dennis Haliburton                                     |
| 1999 | An Alan Smithee Film: Burn Hollywood Burn „I Wanna Be Mike Ovitz!” című dala, írta: Joe Eszterhas és Gary G-Wiz                                       |
| 1999 | Barney nagy kalandja „Barney, the Song” című dala, írta: Jerry Herman                                                                                 |
| 1999 | Armageddon „I Don't Want to Miss a Thing” című dala, írta: Diane Warren                                                                               |
| 1999 | Bosszúállók „Storm” című dala, írta: Bruce Woolley, Chris Elliott, Marius deVries, Betsy Cook, és Andy Caine                                          |
| 1999 | Spice World „Too Much” című dala, írta: Spice Girls, Andy Watkins és Paul Wilson                                                                      |

### 2000-es évek
| Év   | „Győztesek” és jelöltek                                                                                                 |
| ---- | --- |
| 2000 | Wild Wild West – Vadiúj vadnyugat „Wild Wild West” című dala, zene és szöveg: Stevie Wonder, Kool Moe Dee és Will Smith |
| 2003 | Álmok útján „I’m Not a Girl, Not Yet a Woman” című dala, írta: Max Martin, Rami és Dido                                 |
| 2003 | Halj meg máskor „Die Another Day” című dala, írta: Madonna és Mirwais Ahmadzaï                                          |
| 2003 | Álmok útján „Overprotected” című dala, írta: Max Martin és Rami                                                         |